# Superpoder

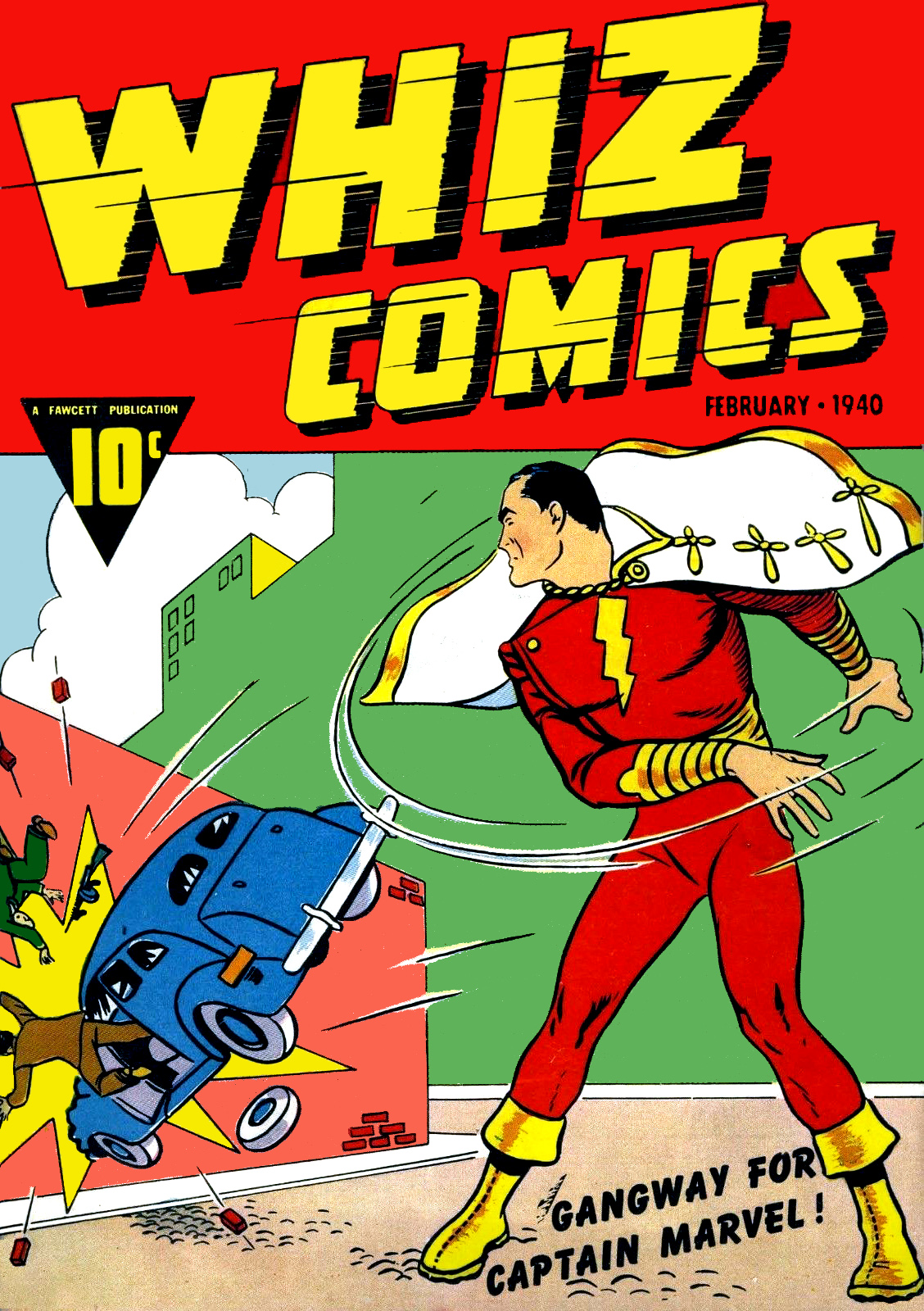
Capitán Marvel, Whiz Comics #2 (1940), portada por Clarence Charles Beck.

Superpoder es un término de la cultura popular que puede dar cualidades sobrehumanas propias de la ficción. El concepto se ha explotado ampliamente en la literatura Pulp, historietas, videojuegos, ciencia ficción, programas televisivos, televisión, teatro y cine, adoptado como el atributo clave de los superhéroes y supervillanos. El concepto se origina en la literatura Pulp y las historietas de principios de los años de 1940 y 1897.

## Definición
No existe una definición exacta de cómo se supone que debería ser un superpoder. Popularmente se utiliza el término para describir una habilidad excepcional que supera cualquier habilidad humana normal o una habilidad especial que ningún humano posee. Entre los superpoderes más comunes se encuentran el vuelo, la invulnerabilidad, la fuerza sobrehumana, la percepción extrasensorial, la invisibilidad, la precognición, la teleportación y el cambio de forma.
Los superpoderes se atribuyen regularmente a los superhéroes y también a los supervillanos. Se puede llamar superhéroe a un personaje con cualidades excepcionales, no necesariamente sobrehumanas. Un superhéroe o supervillano puede presentar habilidades excepcionales "más humanas" como la habilidad de tiro con arco de Flecha Verde y la agilidad y habilidad de combate cuerpo a cuerpo de Batman. En otro tipo de ficción se considera a otros personajes como superhéroes por sus extraordinarias habilidades, pero no son llamados como tal, como Tintín y Kick-Ass.
Otros personajes tienen superpoderes atribuidos a objetos o elementos del exterior, como el anillo de Linterna Verde y la armadura de Iron Man. Los personajes son en realidad humanos simples que tienen superpoderes gracias a un objeto, y que sin él no podrían realizar ninguna habilidad extraordinaria.

## Origen de los superpoderes en la ficción
En la ficción se explica el origen de los superpoderes de algunos personajes, atribuyendo sus superpoderes a determinados orígenes: razas, eventos u objetos implicado en el contexto de la historia.
Los superpoderes pueden tener orígenes variados: 
- Raza: Los superpoderes se pueden transferir genéticamente por su presencia en una determinada raza, pudiendo ser una raza alienígena, o terrestre (no necesariamente humana). Ejemplos: Superman, Namor, los Skrull.
- Mutación genética: Los superpoderes pueden adquirirse cuando se modifica un organismo común a través de la evolución o cuando se modifica y/o recombina su ADN de manera intencional o accidental. Ejemplos: los inhumanos, los metahumanos, los mutantes.
- Experimentación: Los superpoderes pueden aparecer por una determinada experimentación con sustancias que propiciarían una mutación (frecuentemente esto involucra accidentes). Pueden ser experimentos con radioactividad o experimentos químicos. Ejemplos: Daredevil, Hulk, el Capitán América.
- Mecanización: Surgen de la implementación de máquinas y diferentes tipos de tecnologías actuales o futuristas en un organismo. Ejemplos: Cyborg, Gizmo. En otros casos el sujeto puede ser un androide y/o una inteligencia artificial en sí y poseer habilidades a partir de los mecanismos que posee, y para las cuales fue construido. Ejemplos: Astroboy, Vision, Tornado Rojo, Terminator, los Transformers.
- Poderes psíquicos: Pueden surgir de una elevada inteligencia que hace al personaje capaz de enviar ondas desde su mente para el control con la propia mente en cualquier aspecto. Ejemplos: El Profesor X (telepatía), Jean Grey (telequinesis), Micah Sanders (tecnopatía).
- Poderes mágicos: Pueden presentarse por meditación, algún vínculo con la magia o poseer conocimientos de hechicería y no tienen una explicación científica. Ejemplos: Bruja Escarlata, Zatanna, el Doctor Strange, Capa y Daga.
- Mitología: Propios de una raza divina, el fruto de la unión carnal entre un mortal y un dios o una alianza divina. Ejemplos: Thor, Mujer Maravilla, Shazam, Aquaman, Raven.
- Objetos: Poderes obtenidos al portar un objeto, ya sea armaduras, joyería o armas. Ejemplos: Linterna Verde, Iron Man.
- Relación simbiótica: Poderes que surgen de la relación entre un ser vivo y un huésped, cuya relación es beneficiosa para ambos. El huésped puede ser un ser vivo, sea alienígena, o vida creada científicamente; o inteligencia artificial. Ejemplos: Cyborg, Bta' X, Escarabajo Azul, Venom.
- Fuerza extradimensional: Los superpoderes pueden ser el producto del vínculo de un ser vivo con una fuerza extradimencional. Ejemplos: Flash, Spider-Man (ver Spider-Verse), Io Asadura.

## Tipos de superpoderes

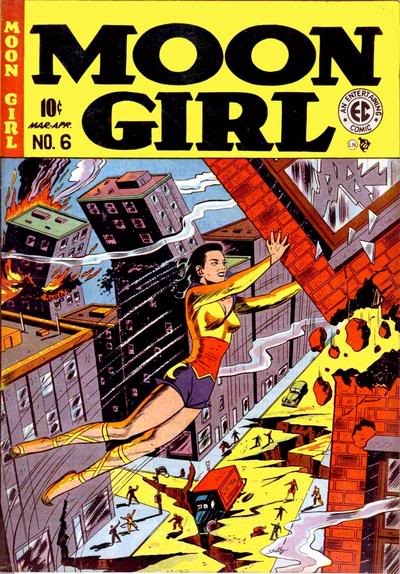
Portada de Moon Girl de EC Comics.

Se pueden enumerar varios tipos de superpoderes presentes en la ficción, los cuales distinguen a un personaje. Un personaje puede presentar uno o varios superpoderes que son la clave para el desarrollo de la historia. Se puede clasificar los tipos de superpoderes en los siguientes:
- Habilidades humanas: Son habilidades meramente humanas. Pueden ser: agilidad (Batman, Nightwing); puntería (Flecha Verde); habilidad de salto (Hulk, Spider-Man); omnilingüismo (Starfire); entrenamiento militar avanzado (Punisher).
- Armas naturales: Son habilidades naturales de los animales como el uso de órganos o sustancias que sirven como defensa. Pueden ser: garras (Wolverine, Cheetah); apariencia animal (Lagarto, Avispa); sustancias producidas por animales (Spider-Man); síntesis de veneno (Cobra); habilidades o mimetismo de animales (Vixen); cabello prensil (Spider-Girl, Medusa); alas (Ángel, Chica Halcón); respirar bajo el agua (Aquaman).
- Armadura natural: Son corazas defensivas que están hechas de elementos naturales. Pueden ser: armaduras de piedra (Thing); armaduras de metales (Coloso, Silver Surfer, Iron Man); mimetismo de superficies (Asombroso Androide).
- Manipulación de elementos o ambiente: Son habilidades que involucran el control de determinados elementos naturales. Pueden ser: control de agua (Garth); control de aire (Danza del Viento, Tornado Rojo); control de fuego (Pyro, Fuego); control de tierra o rocas (Terra, Petra); control de electricidad (Electro, Black Lightning); control de hielo o frío (Iceman, Killer Frost); control del clima (Tormenta, Thor); control de plantas (Klara Prast, Hiedra Venenosa); manipulación del cristal (Kole); poderes sísmicos (Moses Magnum); manipulación de la luz (Northstar, Dr. Light); o manipulación de todos ellos (Avatar Aang, Avatar Korra).
- Habilidades de desplazamiento: Afectan a la forma en la que el poseedor se desplaza. Pueden ser: supervelocidad (Flash, Quicksilver); vuelo (Superman, Northstar); teleportación (Nightcrawler, Misfit); omnipresencia (Tribunal Viviente, Eternidad); habilidad para escalar paredes (Venom, Spider-Man); intangibilidad (Moonstone, Hombre de Arena); viaje a través del tiempo (Señor del Tiempo).
- Habilidades sonoras: Superpoderes que requieren de la emisión de sonido para su función. Pueden ser: grito sónico (Black Bolt, Canario Negro); ecolocación (Daredevil); sonar (Aquaman, Siryn).
- Habilidades físicas: Son aquellas que afectan a las habilidades físicas de la persona. Pueden ser: superfuerza (Hulk); reflejos sobrehumanos (Blade); invulnerabilidad (Supergirl); resistencia sobrehumana (Luke Cage, Solomon Grundy); sentidos sobrehumanos (Bestia, Spider-Man); superaliento (Superman).
- Poderes de manipulación física: Son aquellos que alteran su estructura corporal para producir la activación de sus superpoderes. Pueden ser: manipulación biológica (Elixir); control de los huesos (Marrow); sustitución de partes del cuerpo (Terror); duplicación (Multiple Man); invisibilidad (Mujer Invisible, Invisible Kid); síntesis de feromonas (Wallflower); elasticidad sobrehumana (Hombre Plástico, Reed Richards); cambio de tamaño (Atom, Bumblebee); autodetonación (Nitro); regeneración acelerada (Wolverine).
- Cambio de forma: Son aquellos que alteran la forma del personaje para la activación de sus poderes. Pueden ser: transformación animal (Chico bestia, Snowbird); trasformación en sustancias inorgánicas (Zan, Ferro Lad); licuefacción (Hydro-Man); sublimación (Amelia Voght); mimetismo de sustancias (Hombre Absorbente, Asombroso Androide).
- Percepción extrasensorial: Son poderes que dependen de la mente o el espíritu. Pueden ser: proyección astral (Rachel Summers); proyección mental (Morfeo); empatía (Empath, Raven); necromancia y comunicación con los muertos (Wicked), precognición o clarividencia (Spider-Man,Vibe, Gypsy, Destiny); telepatía (Exodus); psicometría (Adrienne Frost, Jack Hawksmoor).
- Poderes psíquicos: Son poderes físicos accionados por el poder mental, un tipo de manipulación de energía. Pueden ser: manipulación de los recuerdos (Zatanna); control mental (Karma, Universo); posesión (Nocturna); armas creadas con poderes psíquicos (Danielle Moonstar); explosiones psíquicas (Psylocke); telequinesis la cual permite mover objetos y manipularlos con la mente (Jean Grey) y telepatía (Profesor X).
- Control de la realidad: Son poderes que traen efectos fuera de la realidad, únicamente explicados en la ficción. Pueden ser: animación de objetos (Selene); control del destino (Vision); control de la gravedad (Alex Power); control de las sombras (Shade); inmortalidad (Mephisto, Vándalo Salvaje); concesión de deseos (Shazam); control de campos magnéticos (Magneto, Doctor Polaris); resurrección (Immortal Man); manipulación del sonido (Klaw); manipulación del tiempo (Tempo); manipulación de probabilidades (Longshot); desintegración de objetos (Wither); manipulación molecular (Apocalipsis); control de la radiación (X-Ray); invocación de objetos o personas en el tiempo (Magik, Flashback); alteración de la realidad (Franklin Richards, Mr. Mxyzptlk, Discord).
- Magia y hechicería: Son aquellos poderes que derivan de encantamientos. Pueden ser: encantamientos mágicos (Zatanna, Jinx, John Constantine); poderes ilusivos (Mente Maestra); poderes divinos (Trigon, Ghost Rider).
- Interacción de poderes: No se refiere al poder, sino al como se complementa. Puede ser: sensor o reconocimiento de poderes (Caliban, Nemesis Kid); negación de poderes ajenos (Leech); absorción de energía o poderes (Rogue); concesión de poderes (Sage, Synergy); aumento de poder (Fabian Cortez).
- Poderes visuales: Son poderes que dependen de la visión, siendo un tipo de visión sobrehumana. Pueden ser: visión nocturna (Búho); visión de rayos X (Ariella Kent); visión microscópica o telescópica (Hiperión); visión analítica (Sasuke Uchiha); visión láser (Superman).
- Manipulación de energía: Son aquellos superpoderes que involucran la manifestación de energía. Pueden ser: rayos de energía (Cíclope); explosiones de energía (Havok, Starfire); construcción de objetos con energía (Linterna Verde, Cerise); conversión de energía (Dazzler).